# Franz Eichhoff
Franz Eichhoff (* 16. Juli 1875 in Sayn; † 27. August 1935 in Berlin) war ein deutscher Jurist und Politiker (DVP).

## Leben
Nach dem Abitur am Gymnasium nahm Eichhoff ein Studium der Rechtswissenschaft auf, das er mit dem Zweiten Juristischen Staatsexamen beendete. Er trat 1902 als Gerichtsassessor in den preußischen Justizdienst ein, arbeitete seit Oktober 1907 als Amtsgerichtsrat am Amtsgericht Selters und war von Oktober 1913 bis Dezember 1917 als Landgerichtsrat am Landgericht Neuwied tätig. Im Dezember 1921 wurde er Landgerichtsdirektor am Landgericht Düsseldorf, im Oktober 1924 Landgerichtsdirektor am Landgericht Kassel und im September 1926 Landgerichtspräsident am Landgericht Neuruppin. Seit dem 1. Dezember 1933 war er Senatspräsident des Berliner Kammergerichtes.
Während der Zeit der Weimarer Republik trat Eichhoff in die DVP ein, für die er von 1921 bis 1932 als Abgeordneter im Preußischen Landtag saß. 1920 war er Mitglied des Provinziallandtages der Rheinprovinz.